# Camrose (Wales)
Camrose is een plaats in Wales, in het bestuurlijke graafschap Pembrokeshire en in het ceremoniële behouden graafschap Dyfed. De plaats telt circa 1500 inwoners.